# Robin Packalen
Robin Packalen (mer känd som bara Robin), född 24 augusti 1998 i Åbo, är en finländsk sångare. 

## Karriär

### Tidiga åren
Robin började sjunga när han var fem år då han härmade det som han hörde på radion. År 2008, då han var tio år, vann han Staraskaba, en finsk sångtävling för ungdomar. Året därpå representerade han Finland i New Wave Junior i Moskva, barnversionen av musiktävlingen New Wave.

### 2012
Efter att han fått ett skivkontrakt med Universal Music Group påbörjades hans professionella musikkarriär år 2012. Hans debutsingel "Frontside Ollie" blev en succé och toppade den finska singellistan. Den följdes snart upp med en andra singel med titeln "Faija skitsoo", vars musikvideo hade fler än två miljoner visningar på Youtube i januari 2013. Hans debutalbum "Koodi" släpptes den 22 februari 2012. Albumet sålde fler än 60 000 exemplar redan den första dagen och då han i juni samma år nådde 100 000 sålda album blev han som 14-åring den yngsta finländska artisten någonsin som sålt så många album. "Hiljainen tyttö" gavs ut som albumets tredje singel.
Senare samma år gav han ut en singel med titeln "Puuttuva palanen" som den första singeln från sitt kommande andra studioalbum. Den 5 oktober gavs albumet "Chillaa" ut som toppade den finska albumlistan. Innan året var slut gavs "Luupilla mun korvissa" ut som albumets andra singel.
Vid MTV Europe Music Awards år 2012 vann han priset för "bästa finländska artist", vilket även gjorde honom till en av de nominerade till priset för "bästa europeiska artist", som dock vanns av Dima Bilan (Ryssland).

## Diskografi

### Album
- 2012 – Koodi
- 2012 – Chillaa
- 2013 – Boom Kah
- 2014 – Boombox
- 2014 – 16
- 2015 - Yhdessä
- 2017 (samling) - Me tehtiin tää 2012-2017

### Singlar
- 2012 – "Frontside Ollie"
- 2012 – "Faija skitsoo"
- 2012 – "Hiljainen tyttö"
- 2012 – "Puuttuva palanen (feat. Brädi)"
- 2012 – "Luupilla mun korvissa"
- 2013 – "Haluan sun palaavan"
- 2013 – "Boom Kah (feat. Mikael Gabriel & Uniikki)"
- 2013 – "Erilaiset"
- 2014 – "Onnellinen"
- 2014 – "Tilttaamaan (feat. Lord Est)"
- 2014 - "Kesärenkaat"
- 2014 - "Parasta just nyt (feat. Nikke Ankara)"
- 2023 - ”Girls Like You”